# Franc Kern
Franc Kern, slovenski duhovnik, * 7. december 1917, Praprotna Polica, † 21. april 1944, Sadinja vas pri Dvoru.

## Življenje
V Velesovem je hodil v ljudsko šolo nato pa je obiskoval gimnazijo v Kranju. Leta 1937 se je vpisal na študij prava v Ljubljani, po enem letu pa je vstopil v ljubljansko bogoslovje. Med vojno je postal begunec in našel zatočišče v župniji Hinje v Suhi krajini. Že junija 1942 so partizani požgali bližnjo vas Žvirče, hinjski kaplan Novak pa je bil med prvimi duhovniki, ki so jih odpeljali in mučili ter nato umorili. 11. julija 1943 je bil posvečen v duhovnka in ga imenoval za kaplana v njegovi begunjski župniji Hinje. 5. aprila 1944, na veliko sredo, so ga partizani odpeljali iz vasi. Na mestnem pokopališču v Metliki je opolnoči smel še enkrat maševati, potem pa naj bi ga 'Gašper' obsodil na smrt. 21. aprila sta ga na morišče vodila Gašperjev Gašper iz Toplic in neki Cvetko iz Ljubljane. Po nepreverjenih podatkih naj bi ga ubili v gozu blizu Sadinje vasi.